# Carlos Desvars
Carlos Daniel Desvars Lezcano (n. Asunción, Paraguay; 26 de noviembre de 1993) es un exfutbolista paraguayo.

## Trayectoria
Debutó el 26 de noviembre de 2013, en el partido que su equipo Libertad perdió 1 a 0 ante el Sp. Luqueño por la decimocuarta fecha del Torneo Clausura 2013, torneo en el que se consagró como subcampeón.

## Clubes
| Club     | País     | Año         |
| -------- | -------- | ----------- |
| Libertad | Paraguay | 2008 - 2015 |
| Tacuary  | Paraguay | 2015        |